# Zapáni
Zapáni är en ort i Grekland.   Den ligger i prefekturen Nomarchía Anatolikís Attikís och regionen Attika, i den sydöstra delen av landet, 30 km sydost om huvudstaden Aten. Zapáni ligger 119 meter över havet och antalet invånare är 126.
Terrängen runt Zapáni är kuperad västerut, men österut är den platt.  Närmaste större samhälle är Keratéa, 2,9 km väster om Zapáni. 